# Мірумян Віген Артюшович
Мірумян Віген Артюшович (вірм. Վիգեն Արտյուշի Միրումյան; нар. 29 вересня 1977) – вірменський шахіст, представник Чехії від 2001 року, гросмейстер від 2008 року.

## Шахова кар'єра
У 1990-1992 роках тричі брав участь у чемпіонаті СРСР серед юніорів, а після розпаду СРСР представляв Вірменію на чемпіонаті світу та Європи серед юніорів у різних вікових категоріях, найбільшого успіху досягнувши 1997 року у Жагані, де виборов срібну медаль ЧС до 20 років. 1996 року посів 3-тє місце (позаду Володимира Акопяна і Арташеса Мінасяна) у фіналі чемпіонату Вірменії, який відбувся в Єреван (на тому турнірі виконав першу гросмейстерську норму) і виступив у складі другої національної збірної на шаховій олімпіаді, також в Єревані. 1998 року переміг на турнірі за швейцарською системою в Пльзені. У 1999 році здобув дві турнірні перемоги: у Ліппштадті (разом з Романом Слободяном, виконавши другу гросмейстерську норму) і в Оломоуці.
Між 2002 і 2006 роками не брав участь у турнірах під егідою ФІДЕ. 2007 року повернувся до участі в турнірах, виконавши в Тбілісі (поділив 1-ше місце разом з Костянтином Шанавою) третю і останню гросмейстерську норму .
Найвищий рейтинг Ело в кар'єрі мав станом на 1 липня 2000 року, досягнувши 2557 балів займав тоді 7-ме місце серед вірменських шахістів.

## Зміни рейтингу
| На цьому місці має відображатися графік чи діаграма, однак з технічних причин його відображення наразі вимкнено. Будь ласка, не видаляйте код, який викликає це повідомлення. Розробники вже працюють для того, щоби відновити штатне функціонування цього графіка або діаграми. | |
| | На цьому місці має відображатися графік чи діаграма, однак з технічних причин його відображення наразі вимкнено. Будь ласка, не видаляйте код, який викликає це повідомлення. Розробники вже працюють для того, щоби відновити штатне функціонування цього графіка або діаграми. |